# Willy Philippsborn
Willy Philippsborn (* 18. Juni 1910 in Bentschen; † 9. November 1992 in Wismar) war ein deutscher Häftling des KZ Buchenwald und nach Gründung der Nationalen Mahn- und Gedenkstätte Buchenwald (NMG) Führer durch die Gedenkstätte.

## Lebensdaten
Philippsborn wurde 1939 in das KZ Buchenwald eingeliefert mit der Häftlingsnummer 3.447. Im Baukommando, in dem es auch eine Maurerschule gab, wurde er von Robert Siewert vor der Vernichtung gerettet.
Nach der Befreiung von der NS-Herrschaft führte er Besuchergruppen durch die NMG Buchenwald.